# 世界でいちばん優しい音楽
『世界でいちばん優しい音楽』（せかいでいちばんやさしいおんがく）は、小沢真理による日本の漫画作品。
1992年から1999年に、『Monthly Kiss』『mimi Carnival』『Kiss』（いずれも講談社）に連載された。1995年、第19回講談社漫画賞少女部門の受賞作。未婚の母と幼い一人娘とのほのぼのとした心の交流と成長を描いた作品。単行本は講談社コミックスキスから全16巻が、文庫版は講談社漫画文庫から全8巻が発売された。
この漫画作品を原作に制作されたテレビドラマについても本項で記述する。

## 概要
初出は『Monthly Kiss』（講談社）1993年1月号。次いで『mimi Carnival』（講談社）同年4月号に掲載。いずれも読切作品だった。『Monthly Kiss』1993年7月号に連載作品として掲載され、以後『mimi Carnival』『Kiss』と掲載誌を変え、『Kiss』1999年16号で完結。全82話。このほか番外のエピソードである「特別楽章」が2話ある。メルヘンタッチな画風・デザインで、一話一話が「楽章」として数えられている作品。
第1楽章の設定は継承されておらず、特別楽章①でもしもという所で夢に入ったシーンで第1楽章の絵をそのまま使用している。

## あらすじ
小さな一軒家で仲良く暮らす母娘・スウとのんのん。スウは、事故で亡くした恋人の皓を思い出しながら、彼との愛の結晶であるのんのんに愛情を注いでいる。のんのんは、スウや、元家政婦の志津、同僚のモーリなど2人を取り巻く心優しき人々の愛情をいっぱいに受けて、天真爛漫に成長していく。スウとのんのんは、絶縁状態だった皓の父と和解し、皓の家庭教師だった豊上と知り合う。豊上に好きだと告げられたスウは、自分も豊上を好きになり始めたことに気づく。皓を思い出して心揺れるスウに、豊上はいつまでも待つと言い残して、単身ロンドンに赴任する。小学生になったのんのんとスウは、わだかまりのあった皓の母とも和解するが、彼女は豊上と取引先の令嬢との縁談を推していた。それを聞いて心乱れるスウに、豊上はロンドンでの仕事を終えたら結婚しようと約束。やがて、帰国した豊上とスウは入籍。結婚式で多くの人たちに祝福される。

## 主な登場人物
高原 菫子（たかはら すみれこ）
のぞみの母。愛称はスウ。広告企画会社のKプランニングで働くOL。交通事故で両親を亡くし、17歳の時に皓と出会って恋に落ちる。まもなく皓と同棲し、のぞみを身籠るが、入籍しないまま皓が事故死。未婚の母として18歳でのぞみを出産。働きながらのぞみを一人で育てる。自らが「ぎゅう」と呼ぶ抱擁で、のぞみにたくさんの愛情を注ぐ。
高原 のぞみ（たかはら のぞみ）
菫子の一人娘。愛称はのんのん。たんぽぽ保育園に通う3歳児。素直で明るく、優しい心を持ち、母とのスキンシップが好き。さまざまな人たちや友達とふれあいながら、成長していく。
稲垣 皓（いながき あきら）
菫子の恋人で、のぞみの父。旧家で資産家である稲垣家の長男。菫子よりも1歳年上で、K大学入学前に菫子と出逢い恋に落ちる。菫子との結婚を決意するが、両親に反対され家出し、菫子と同棲する。菫子の妊娠を知り入籍しようと考えていた矢先に、働いていた建築現場で事故に遭い、のぞみが生まれる前にこの世を去る。
豊上 正宗（とよがみ まさむね）
稲垣商事の社員で、稲垣会長の部下。かつて、負債を抱えた父の会社が稲垣グループの支えで倒産を免れ、それが縁で稲垣会長と知り合う。現役で東京大学に入学するが父が急死。偶然再会した稲垣会長に見込まれ、皓の家庭教師を務めながら稲垣会長の下で秘書見習いとして働く。稲垣会長の指示で高原親子を調査。やがて菫子に魅かれ想いを告げるが、その直後、稲垣商事の対欧州プロジェクト責任者として単身ロンドンへ赴任する。
毛利 貴子（もうり たかこ）
菫子の同僚で親友。愛称はモーリ。ややがさつで男勝りな性格。高原親子とは親交が厚い。同僚の西園寺を意識するようになり、結婚する。
西園寺 誠（さいおんじ まこと）
菫子の同僚で友人。最初は菫子に恋心を抱くが、やがて率直に話し合える毛利貴子と親しくなり結婚する。
佐伯 志津（さえき しづ）
かつて稲垣家の家政婦をしていた老女。家出した皓と菫子を支えた数少ない人物。皓の亡き後ものぞみの面倒を見るなど、高原親子を支えている。
稲垣 巌（いながき いわお）
皓の父で、稲垣グループの会長。家出した皓と菫子とは絶縁状態だったが、高原親子を気にかけるようになり、豊上に命じてその様子を調べさせる。豊上の仲立ちで高原親子と和解した後は、孫娘ののぞみを溺愛する。
稲垣 蘭子（いながき らんこ）
皓の母。料亭の令嬢だったが巌に見初められ後添いとなる。実の子である皓が家出し、事故死したのは菫子のせいだと考えている。高原親子と和解するが、のぞみの育て方を巡って菫子と意見を異にしたり、豊上と菫子との結婚に反対するなど、わだかまりは消えない。厳格で勝気な性格。

## 番外編「Woo-Baby」
1995年に、『mimi Carnival』（講談社）9月号に掲載された読切作品。初出時のタイトルは「Woo-Baby -あかい実あおい実-」。本編(第6楽章、コミックス2巻)に登場した高原菫子の中学時代の同級生・仁科（小泉）研一を主人公に描かれたスピンオフ作品。1995年10月、この作品をタイトルとした短編集が講談社から発行された。読切作品「昼のわたしと夜のわたし」（1994年、mimi Carnival1994年3月号、講談社）を同時収録。

## 書誌情報
- 小沢真理 『世界でいちばん優しい音楽』 講談社〈講談社コミックスキス〉、全16巻
  1. 1993年9月13日初版発行、ISBN 4-06-325629-4[1]
  2. 1994年2月12日初版発行、ISBN 4-06-325642-1[1]
  3. 1994年8月9日初版発行、ISBN 4-06-325653-7[1]
  4. 1995年2月13日初版発行、ISBN 4-06-325668-5[1]
  5. 1995年8月9日初版発行、ISBN 4-06-325680-4[1]
  6. 1996年3月13日初版発行、ISBN 4-06-325691-X[1]
  7. 1996年8月9日初版発行、ISBN 4-06-325701-0[1]
  8. 1997年2月13日初版発行、ISBN 4-06-325715-0[1]
  9. 1997年7月11日初版発行、ISBN 4-06-325731-2[1]
  10. 1997年11月13日初版発行、ISBN 4-06-325749-5[1]
  11. 1998年3月13日初版発行、ISBN 4-06-325764-9[1]
  12. 1998年7月13日初版発行、ISBN 4-06-325780-0[1]
  13. 1998年11月13日初版発行、ISBN 4-06-325797-5[1]
  14. 1999年4月13日初版発行、ISBN 4-06-325827-0[1]
  15. 1999年7月13日初版発行、ISBN 4-06-325840-8[1]
  16. 2000年2月10日初版発行、ISBN 4-06-325865-3[1]

- 小沢真理 『世界でいちばん優しい音楽』 講談社〈講談社漫画文庫〉、全8巻
  1. 2002年6月12日発行、ISBN 978-4-06-360272-2[2]
  2. 2002年6月12日発行、ISBN 978-4-06-360273-9[2]
  3. 2002年6月12日発行、ISBN 978-4-06-360274-6[2]
  4. 2002年7月12日発行、ISBN 978-4-06-360275-3[2]
  5. 2002年7月12日発行、ISBN 978-4-06-360276-0[2]
  6. 2002年7月12日発行、ISBN 978-4-06-360277-7[2]
  7. 2002年8月9日発行、ISBN 978-4-06-360278-4[2]
  8. 2002年8月9日発行、ISBN 978-4-06-360279-1[2]

- 小沢真理 『Woo-Baby 「世界でいちばん優しい音楽」 -番外編- 』 講談社〈講談社コミックスキス〉全1巻、1995年10月13日初版発行、ISBN 4-06-325684-7[1]

## ドラマ

### 世界でいちばん優しい音楽
1996年、この漫画作品を原作に関西テレビが制作したテレビドラマ。石田ひかりが主演し、フジテレビ系「花王ファミリースペシャル」で放送された。

#### 放送日時
- 第1楽章：1996年5月12日、21:00 - 21:54
- 第2楽章：1996年5月19日、21:00 - 21:54

#### スタッフ
- 原作：小沢真理
- 脚本：小松江里子
- 演出：赤羽博
- 制作統括：大平雄司
- 制作：AVEC
- 制作・著作：関西テレビ

### スウとのんのん
2005年、この漫画作品を原作にCBCが制作したテレビドラマ。TBS系「ドラマ30」で放送された。詳しくは「スウとのんのん」を参照。